# Pèsol

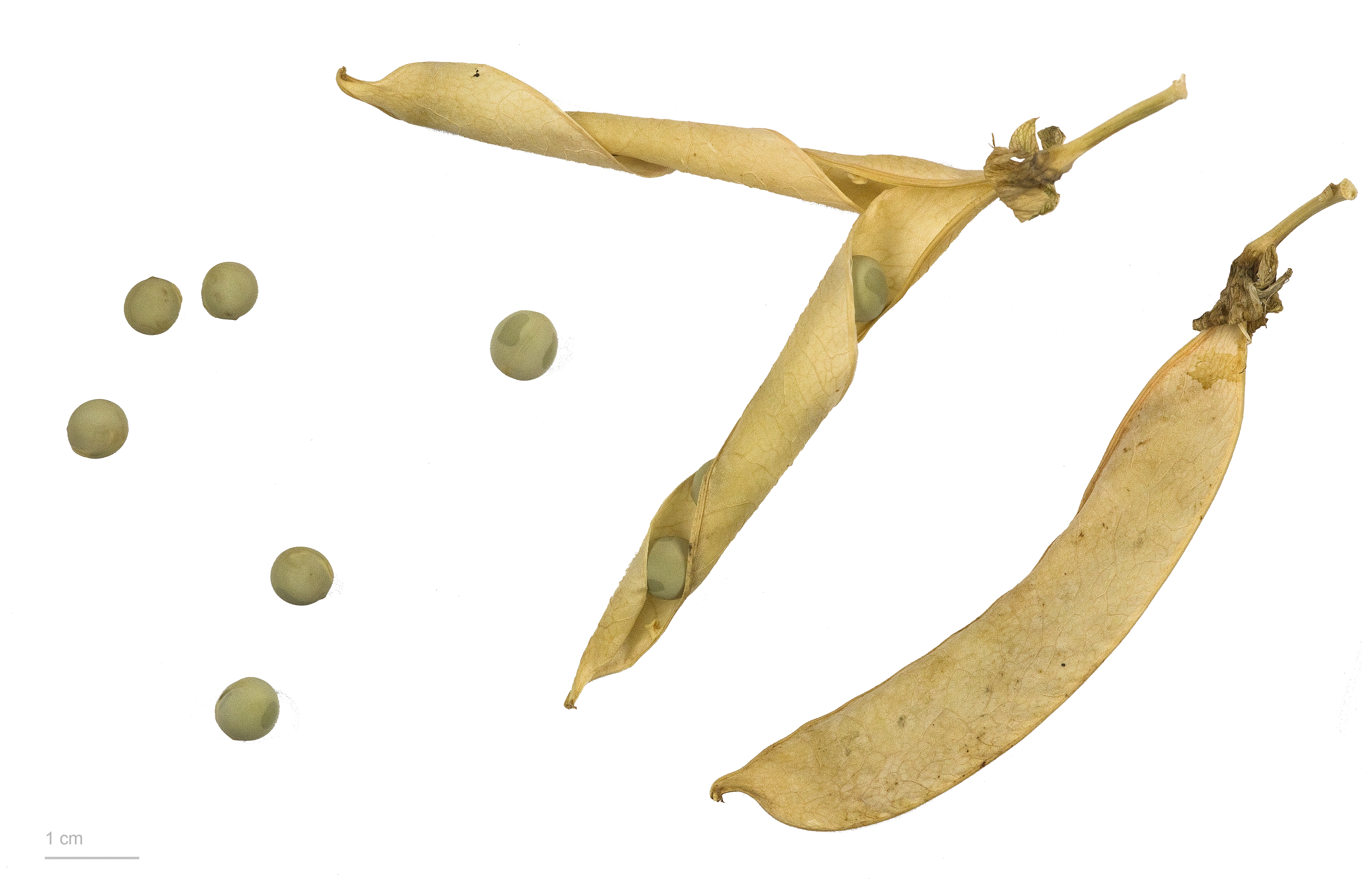
Pisum sativum

La pesolera, pèsol o pesoler (Lathyrus oleraceus) és una espècie de planta amb flors del gènere Lathyrus dins la família de les fabàcies (Fabaceae). És una planta nativa de la zona que va des de la Mediterrània fins l'Afganistan.
El fruit és un llegum que pot rebre els noms de pèsol i xítxero, i les llavors també poden rebre aquests mateixos noms.
Addicionalment pot rebre els noms d'arvellera, bealtera, escanyavelles, estiregassó, fesol, fesolera, pèsols i xítxero. També s'han recollit les variants lingüístiques bisul, estiragassó, pésol, pesolo i pésolo. Un nom addicional pel fruit és estiregassó. Per a la llavor s'han recollit les variants lingüístiques bísol', presol i presul.
El tirabec o estirabec és un pèsol d'una varietat allargassada i alada, que es menja tendre i amb tavella.
Durant milers d'anys ha estat un conreu important. Abans era important per la seva proteïna en la dieta humana. Actualment és una verdura i un component del pinso pels animals.

## Noms populars o dialectals
A Mallorca, pot tenir diversos noms: xítxero o xitxo al llevant; xítxol a Sóller (notem xiribec a Reus); pitxo a algun vilatge (Santa Margalida, Ariany, Maria de la Salut); estiregassó a Felanitx.
Per a més detalls, vegeu l'article 'pèsol' de l'ALDC http://aldc.espais.iec.cat/files/2014/01/550-El-p%C3%A8sol.pdf

## Descripció

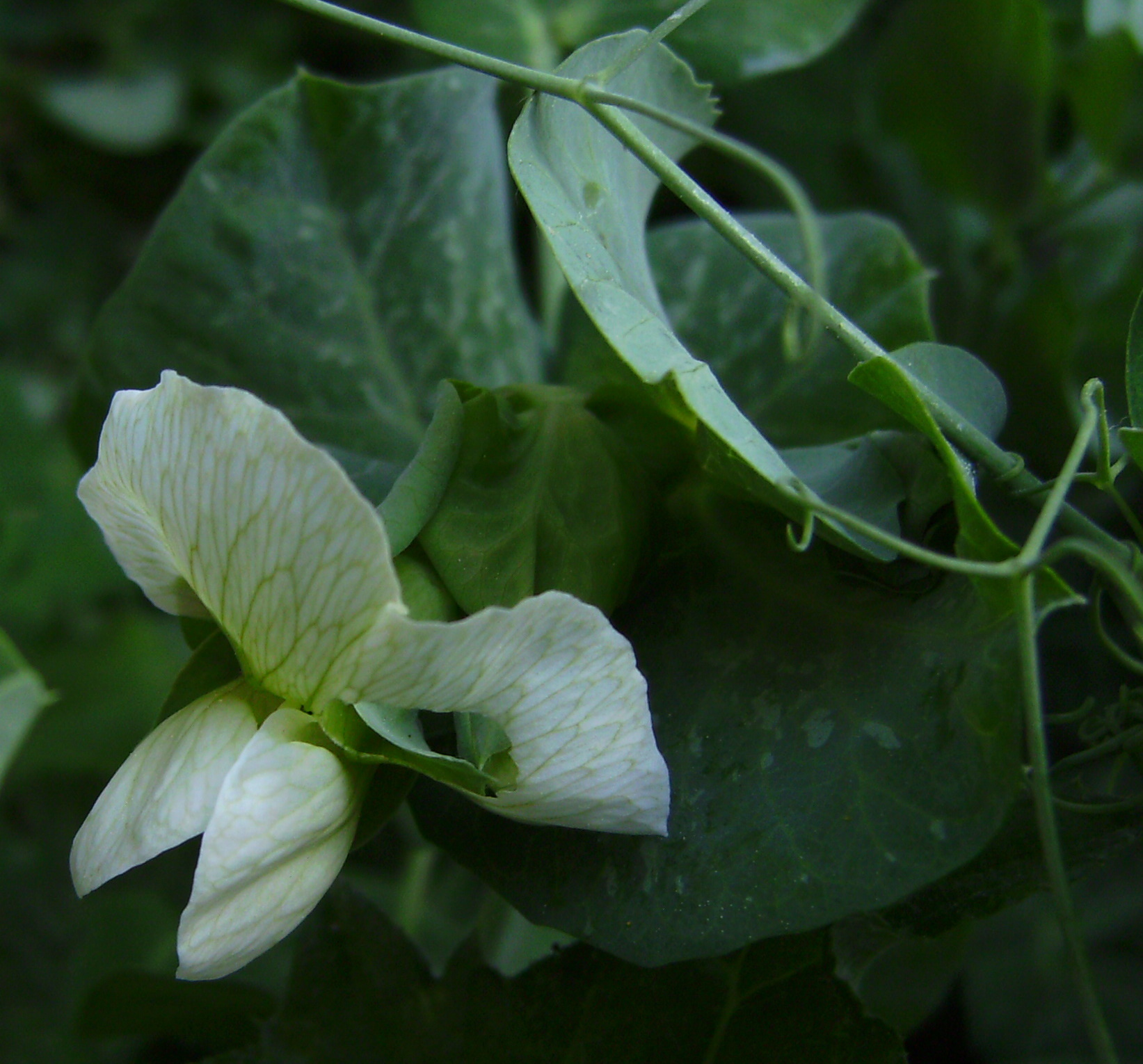
Flor de pesolera de la varietat Utrillo

Del gènere Pisum n'hi ha també altres espècies a Àfrica, Àsia i Europa.

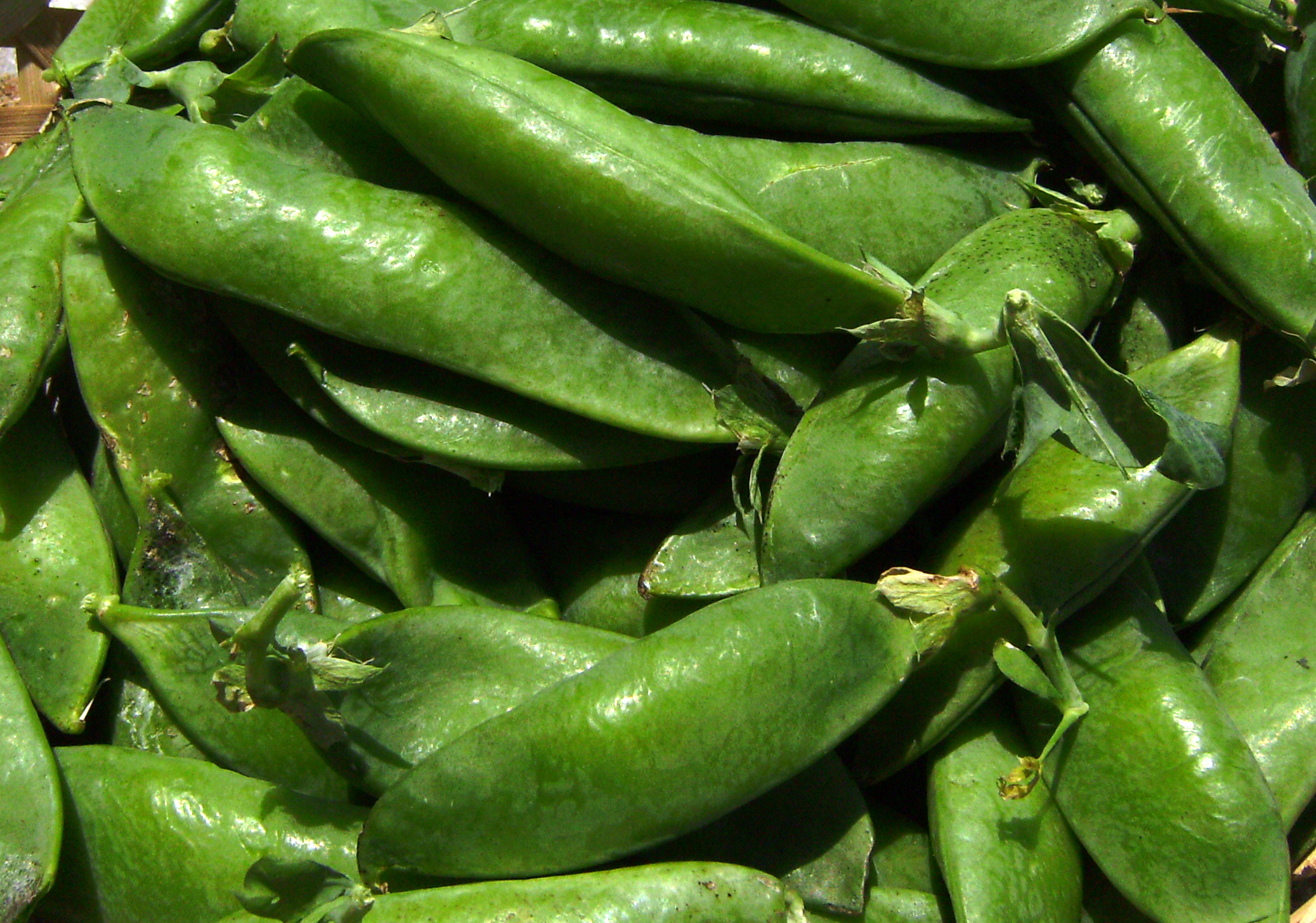
Tavelles de pèsols de la mateixa varietat

Planta anual herbàcia d'alçària variable de 0,5 a 1,2 metres amb fulles compostes, flors autògames generalment blanques, solitàries o agrupades en dues amb cinc dents, amb deu estams, fruit en llegum, bivalve, amb llavors llises o anguloses.
Les arrels arriben a un metre de fondària, en les arrels laterals hi ha nòduls amb els bacteris fixadors de nitrogen atmosfèric de l'espècie Rhizobium leguminosarum.
Les tiges són prostrades o enfiladisses, fan de d'un metre i mig a dos metres de llarg i són de color verd blavós.
Les fulles tenen circells. Les estípules són grosses, de 4 a 10 cm d'ample i amb forma de cor. Els folíols són ovats o àmpliament el·líptics, arrodonits i enters de 7 cm de llarg i de mig a 4 cm d'amples.
Les flors tenen un peduncle de 5 a 10 mm de llarg. El calze és ovat-lanceolat. La corol·la fa de 15 a 36 mm de llarg. En la subespècie Pisum sativum ssp. Sativum la bandera és blanca. Les flors tenen nèctar, però generalment són poc visitades per les abelles i predomina l'autofecundació, perquè són autògames. Floreix a la primavera o abans, segons el clima.
Els llegums fan de 3 a 5 cm de llargada i, segons la varietat, contenen de 4 a 10 llavors que fan de 3 a 9 mm de diàmetre.

## Taxonomia
Aquest tàxon va ser publicat per primer cop l'any 1753 sota el nom de Pisum sativum al segon volum de l'obra Species Plantarum del botànic suec Carl von Linné (1707-1778). Poc després, l'any 1779, el naturalista francès Jean-Baptiste Lamarck (1744-1829) va publicar l'obra Flore Françoise, ou Descriptions Succinctes de Toutes les Plantes qui Croissent Naturellement en France, al volum segon va descriure aquest tàxon inclòs al gènere Lathyrus, com a Lathyrus oleraceus, especificant que Pisum sativum esdevenia un sinònim. Tanmateix la nomenclatura linneana va romadre acceptada durant segles, fins que l'any 2012 un estudi filogenètic va demostrar que el gènere Lathyrus només podia ser monofilètic si s'hi afegien els gèneres Pisum i Vavilovia.

### Sinònims
Els següents noms científics són sinònims de Lathyrus oleraceus:
- Sinònims homotípics

- Pisum arvense var. album Gray
- Pisum commune subsp. sativum (L.) Bonnier & Layens
- Pisum sativum L.

- Sinònims heterotípics

- Lathyrus oleraceus var. arvense (L.) H.Schaef., Coulot & Rabaute
- Lathyrus oleraceus subsp. biflorus (Raf.) H.Schaef., Coulot & Rabaute
- Lathyrus oleraceus subsp. oleraceus
- Lathyrus schaeferi Kosterin
- Pisum abyssinicum A.Braun
- Pisum album Garsault
- Pisum arvense L.
- Pisum arvense var. abyssinicum (A.Braun) Engl.
- Pisum arvense subsp. biflorum (Raf.) Arcang.
- Pisum arvense subsp. humile Holmboe
- Pisum arvense var. humile Gray
- Pisum arvense var. leptolobum (Rchb.) Demmler
- Pisum arvense var. quadratum (L.) Gray
- Pisum arvense var. ramulare (Rchb.) Demmler
- Pisum arvense var. rufum Gray
- Pisum arvense var. umbellatum (L.) Gray
- Pisum arvense var. variegatum Gray
- Pisum baclium Steud.
- Pisum biflorum Raf.
- Pisum borussicum Steud.
- Pisum chlorospermum Steud.
- Pisum coccineum Medik.
- Pisum coerulescens Steud.
- Pisum commune Clavaud
- Pisum commune subsp. arvense (L.) Bonnier & Layens
- Pisum commune subsp. elatius (M.Bieb.) Bonnier & Layens
- Pisum elatius M.Bieb.
- Pisum elatius f. album H.Lindb.
- Pisum elatius subsp. caspicum Govorov
- Pisum elatius var. eriospermum Rouy
- Pisum elatius var. leiospermum Rouy
- Pisum elatius subsp. palestinicum Govorov
- Pisum elatum Ser.
- Pisum excorticatum Steud.
- Pisum fertile Steud.
- Pisum granulatum J.Lloyd
- Pisum hortense Asch. & Graebn.
- Pisum humile Mill.
- Pisum humile Boiss. & Noë
- Pisum jomardii Schrank
- Pisum leptolobum Rchb.
- Pisum macrocarpum (Ser.) Schur
- Pisum macrospermum Steud.
- Pisum oleraceus var. govorovii Golodk.
- Pisum praecox Steud.
- Pisum prolificum Steud.
- Pisum pumilio (Meikle) Greuter
- Pisum quadratum (L.) Rchb.
- Pisum ramulare Rchb.
- Pisum roseum Steud.
- Pisum rugosum Steud.
- Pisum saccharatum (Ser.) Rchb.
- Pisum sativum subsp. abyssinicum (A.Braun) Govorov
- Pisum sativum var. abyssinicum (A.Braun) Alef.
- Pisum sativum f. abyssinicum (A.Braun) Gams
- Pisum sativum var. affine Alef.
- Pisum sativum var. alosti Alef.
- Pisum sativum var. anglicum Alef.
- Pisum sativum var. aphyllum V.P.Serdjuk & Stank.
- Pisum sativum var. arcuatum Alef.
- Pisum sativum var. arvense (L.) Poir.
- Pisum sativum subsp. arvense (L.) Asch. & Graebn.
- Pisum sativum subsp. asiaticum Govorov
- Pisum sativum convar. axiphium Alef.
- Pisum sativum var. balticum Alef.
- Pisum sativum var. beckii Alef.
- Pisum sativum var. bedmannii Alef.
- Pisum sativum var. belgicum Alef.
- Pisum sativum subsp. biflorum (Raf.) Soldano
- Pisum sativum var. bonum Alef.
- Pisum sativum var. borussicum Alef.
- Pisum sativum subsp. brevipedunculatum (P.H.Davis & Meikle) Ponert
- Pisum sativum var. brevipedunculatum P.H.Davis & Meikle
- Pisum sativum var. burbridgii Alef.
- Pisum sativum var. caeruleum Alef.
- Pisum sativum var. capucinorum Alef.
- Pisum sativum var. cerocarpum Alef.
- Pisum sativum var. cimitari Alef.
- Pisum sativum var. cirriferum V.P.Serdjuk & Stank.
- Pisum sativum var. climax Alef.
- Pisum sativum subsp. commune (Clavaud) Govorov
- Pisum sativum var. compocarpum Alef.
- Pisum sativum var. concertator Alef.
- Pisum sativum var. coronatum Alef.
- Pisum sativum var. debelii V.P.Serdjuk & Stank.
- Pisum sativum var. denyeri Alef.
- Pisum sativum var. dicksonii Alef.
- Pisum sativum var. dinocarpum Alef.
- Pisum sativum var. doratocarpum Alef.
- Pisum sativum var. drozdii V.P.Serdjuk & Stank.
- Pisum sativum var. durius Alef.
- Pisum sativum subsp. elatius (M.Bieb.) Asch. & Graebn.
- Pisum sativum var. elatius (M.Bieb.) Alef.}}
- Pisum sativum var. episcopi Alef.
- Pisum sativum var. erfurtense Alef.
- Pisum sativum var. extraordinarium Alef.
- Pisum sativum var. flavidovexilleum Golodk.
- Pisum sativum var. floridum V.P.Serdjuk & Stank.
- Pisum sativum var. folgeri Alef.
- Pisum sativum var. fonticulorum Alef.
- Pisum sativum var. fulvum Alef.
- Pisum sativum var. funiculatum V.P.Serdjuk & Stank.
- Pisum sativum var. furcans Alef.
- Pisum sativum var. garbuttii Alef.
- Pisum sativum var. genabanum Alef.
- Pisum sativum convar. glaucospermum Alef.
- Pisum sativum var. gloriosum Alef.
- Pisum sativum var. govorovii Golodk.
- Pisum sativum var. gratiosum Alef.
- Pisum sativum var. heinemannii Alef.
- Pisum sativum var. heraticum Golodk.
- Pisum sativum var. hibernicum Alef.
- Pisum sativum var. hollandicum Alef.
- Pisum sativum var. hortense Neilr.
- Pisum sativum subsp. hortense (Neilr.) Asch. & Graebn.
- Pisum sativum var. humile (Mill.) Ser.
- Pisum sativum subsp. humile Greuter, Matthäs & Risse
- Pisum sativum convar. humile Alef.
- Pisum sativum var. humillimum Alef.
- Pisum sativum var. indehiscens V.P.Serdjuk & Stank.
- Pisum sativum var. jessenii Alef.
- Pisum sativum var. jomardii Alef.
- Pisum sativum var. laurentii Alef.
- Pisum sativum subvar. limitatum V.P.Serdjuk & Stank.
- Pisum sativum subsp. macrocarpum (Ser.) Arcang.
- Pisum sativum var. macrocarpum Ser.}}
- Pisum sativum var. majale Alef.
- Pisum sativum var. marmoratum Alef.
- Pisum sativum convar. medullare Alef.
- Pisum sativum var. megalepiscopi Alef.
- Pisum sativum var. melanocarpum Alef.
- Pisum sativum var. melileucum Alef.
- Pisum sativum var. melioratum Alef.
- Pisum sativum var. mellitum Alef.
- Pisum sativum var. mesomelan Alef.
- Pisum sativum var. michauxii Alef.
- Pisum sativum var. microspermum Alef.
- Pisum sativum var. microtatum Alef.
- Pisum sativum var. miroshnikovae V.P.Serdjuk & Stank.
- Pisum sativum var. moniliforme V.P.Serdjuk & Stank.
- Pisum sativum var. mumiorum Alef.
- Pisum sativum var. nanoviride Alef.
- Pisum sativum var. nanum Gaudin
- Pisum sativum var. navale Alef.
- Pisum sativum subsp. pachylobum Alef.
- Pisum sativum var. patris Alef.
- Pisum sativum var. pedale Alef.
- Pisum sativum var. perfectum Alef.
- Pisum sativum var. persistens V.P.Serdjuk & Stank.
- Pisum sativum var. pervicaz Alef.
- Pisum sativum subvar. phaeospermum V.P.Serdjuk & Stank.
- Pisum sativum var. pliculum Alef.
- Pisum sativum var. polycarpum V.P.Serdjuk & Stank.
- Pisum sativum subvar. pomaceum V.P.Serdjuk & Stank.
- Pisum sativum var. ponderosum Alef.
- Pisum sativum var. popovae V.P.Serdjuk & Stank.
- Pisum sativum var. postmajale Alef.
- Pisum sativum var. postrourkeanum Alef.
- Pisum sativum var. praecox Alef.
- Pisum sativum var. pretiosum Alef.
- Pisum sativum var. princeps Alef.
- Pisum sativum var. procerum Alef.
- Pisum sativum var. pseudepiscopi Alef.
- Pisum sativum var. pumilio Meikle
- Pisum sativum subsp. pumilio (Meikle) Ponert
- Pisum sativum var. quadratum L.
- Pisum sativum var. raglanii Alef.
- Pisum sativum var. ramstadinum Alef.
- Pisum sativum var. reginae Alef.
- Pisum sativum var. richardsonii Alef.
- Pisum sativum var. roseum Alef.
- Pisum sativum var. rourkeanum Alef.
- Pisum sativum var. rugosum Demmler
- Pisum sativum subsp. saccharatum (Ser.) Alef.
- Pisum sativum var. saccharatum Ser.
- Pisum sativum var. sanguivittatum Alef.
- Pisum sativum var. schevczenkoi V.P.Serdjuk & Stank.
- Pisum sativum var. schneebergeri Alef.
- Pisum sativum var. scoticum Alef.
- Pisum sativum var. serratum Alef.
- Pisum sativum var. smyrnense Alef.
- Pisum sativum var. solis Alef.
- Pisum sativum var. solovjevae V.P.Serdjuk & Stank.
- Pisum sativum convar. speciosum Alef.
- Pisum sativum var. storkii Alef.
- Pisum sativum var. stuartii Alef.
- Pisum sativum var. subifoliatum Alef.
- Pisum sativum var. sumbajale Alef.
- Pisum sativum subsp. syriacum A.Berger
- Pisum sativum var. thebaicum (Willd.) Alef.
- Pisum sativum subsp. transcaucasicum Govorov
- Pisum sativum var. umbellatum L.
- Pisum sativum var. unionis Alef.
- Pisum sativum var. variegatum (C.Presl) Clavaud ex Corb.
- Pisum sativum var. viridipunctulum Alef.
- Pisum sativum var. vitellinum Alef.
- Pisum sativum convar. vulgare Alef.
- Pisum sativum var. wardii Alef.
- Pisum sativum var. waterlooensis Alef.
- Pisum sativum var. wickeri Alef.
- Pisum sativum var. willichii Alef.
- Pisum sativum var. woodfortii Alef.
- Pisum sativum convar. xiphocarpum Alef.
- Pisum sativum var. zaubitzii Alef.
- Pisum sativum var. zelenovii V.P.Serdjuk & Stank.
- Pisum sativum var. zeylanicum Alef.
- Pisum sativum var. ziganokii V.P.Serdjuk & Stank.
- Pisum sativum var. zubovii V.P.Serdjuk & Stank.
- Pisum sibiricum Steud.
- Pisum smyrnense Steud.
- Pisum syriacum C.O.Lehm. ex El-Gadi & al.
- Pisum tetragonum Pasq.
- Pisum thebaicum Willd.
- Pisum transcaucasicum (Govorov) Stankov
- Pisum tuffetii R.Lesson
- Pisum umbellatum (L.) Mill.
- Pisum uniflorum Moench
- Pisum variegatum C.Presl
- Pisum viride Steud.
- Pisum vulgare J.Jundz.
- Pisum zeylanicum Steud.

## Història
Inicialment el pèsol salvatge habitava a la conca mediterrània i al Pròxim Orient. Les primeres troballes arqueològiques de pèsols daten de l'era neolítica a l'actual Síria, Anatòlia, Israel, Iraq, Jordània i Grècia. A Egipte, les primeres troballes daten del 4.800-4.400 aC a la zona del delta del Nil, i des del 3.800-3.600 aC a l'Alt Egipte. El pèsol també va estar present a Geòrgia en el cinquè mil·lenni aC. Els pèsols van ser presents a l'Afganistan 2.000 aC, al voltant de l'actual Pakistan i l'oest i nord-oest de l'Índia entre 2.250 i 1.750 aC. A la segona meitat del segon mil·lenni aC, aquest cultiu apareix a la conca del Ganges i al sud de l'Índia.
Durant molts anys, i com altres llegums, va ser un aliment substitut de la carn a causa del seu alt valor proteic. Els pèsols es conreaven principalment per les seves llavors seques; el pèsol s’assecava per a la seva conservació com la resta dels llegums. Després es consumia en forma de puré.
Durant el Neolític, a la conca mediterrània, partir de plantes que creixen salvatges, es produeix una selecció constant per millorar el seu rendiment agrícola. A principis del segle III aC, Teofrast esmenta els pèsols entre els llegums tendres.
A l'edat mitjana, els pèsols s'esmenten constantment, ja que mantenien la fam a ratlla; per exemple, el 1124, Carles I de Flandes ho va assenyalar explícitament.
A l'edat moderna, els pèsols es popularitzen, primer, a la cort francesa, on causen furor, i després a la resta de corts europees a partir d'una història rocambolesca. Segons Espores. La veu del Botànic, la revista de divulgació científica del Jardí Botànic de la Universitat de València: "a mitjans del segle XVII el que fóra l’últim Duc de Soissons, Luis de Borbón-Condé, va arribar a la cort francesa amb uns llegums portats des de Gènova que estaven causant furor a Itàlia. Llegums que semblaven fesols però que tenien al seu interior uns grans xicotets i tendres. Davant d’un noble públic on es trobava el propi Lluís XIV, el Duc va desgranar diverses baines i els va repartir entre els presents, que van quedar gratament sorpresos per la frescor i sabor del producte i pel seu cridaner color. El conegut com a Rei Sol va manar immediatament que els seus cuiners crearen un plat amb aquells grans frescos que denominaven pèsols frescos i que eren tan diferents dels secs que fins ara s’havien vist a França consumits pel poble pla en forma de puré. Així, per a diferenciar-los d’aquests últims se’ls va batejar amb el nom de petit-pois, i prompte es van convertir en una de les hortalisses més sol·licitades per la reialesa europea a imitació del rei de França, que els va convertir en un dels seus plats favorits."
Ara els grans verds i tendres dels pèsols constitueixen una de les verdures més populars sols, com acompanyament o en truita. La producció a nivell mundial se centra a "l’Índia (el major productor del món amb quasi 4 milions de tones collides cada any), Xina (amb més d’1 milió de tones a l’any) i EUA (amb unes 800.000 tones anuals). A nivell europeu la reina dels pèsols és França, amb quasi mig milió de tones per temporada, mentre que a Espanya es conreen, segons dades de la FAO, unes 50.000 tones de pèsol per any".

## Conreu d'horta
Hi ha varietats d'emparrar (que s'enfilen per canyes o parets) i de mata baixa. També hi ha varietats com la dels "tirabecs" que es menja amb tavella i tot.
La sembra es fa al setembre en el litoral on ja es pot collir el mes d'abril quan el preu és alt. També hi ha varietats molt ràpides que a la primavera fan el seu cicle en només 60 dies.
A petita escala les feines de conreu des de la sembra al desherbatge i la collita són manuals. Són molt apreciats els pèsols conreats a la comarca del Maresme (pèsol garrofal o de Llavaneres).
En llocs d'hivern més rígid la sembra es fa de novembre a febrer per fer la collita al maig i juny.

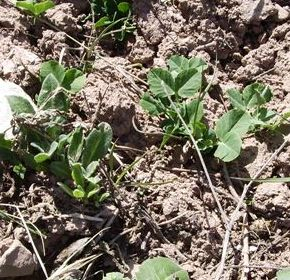
Pesoleres dos mesos després de la sembra

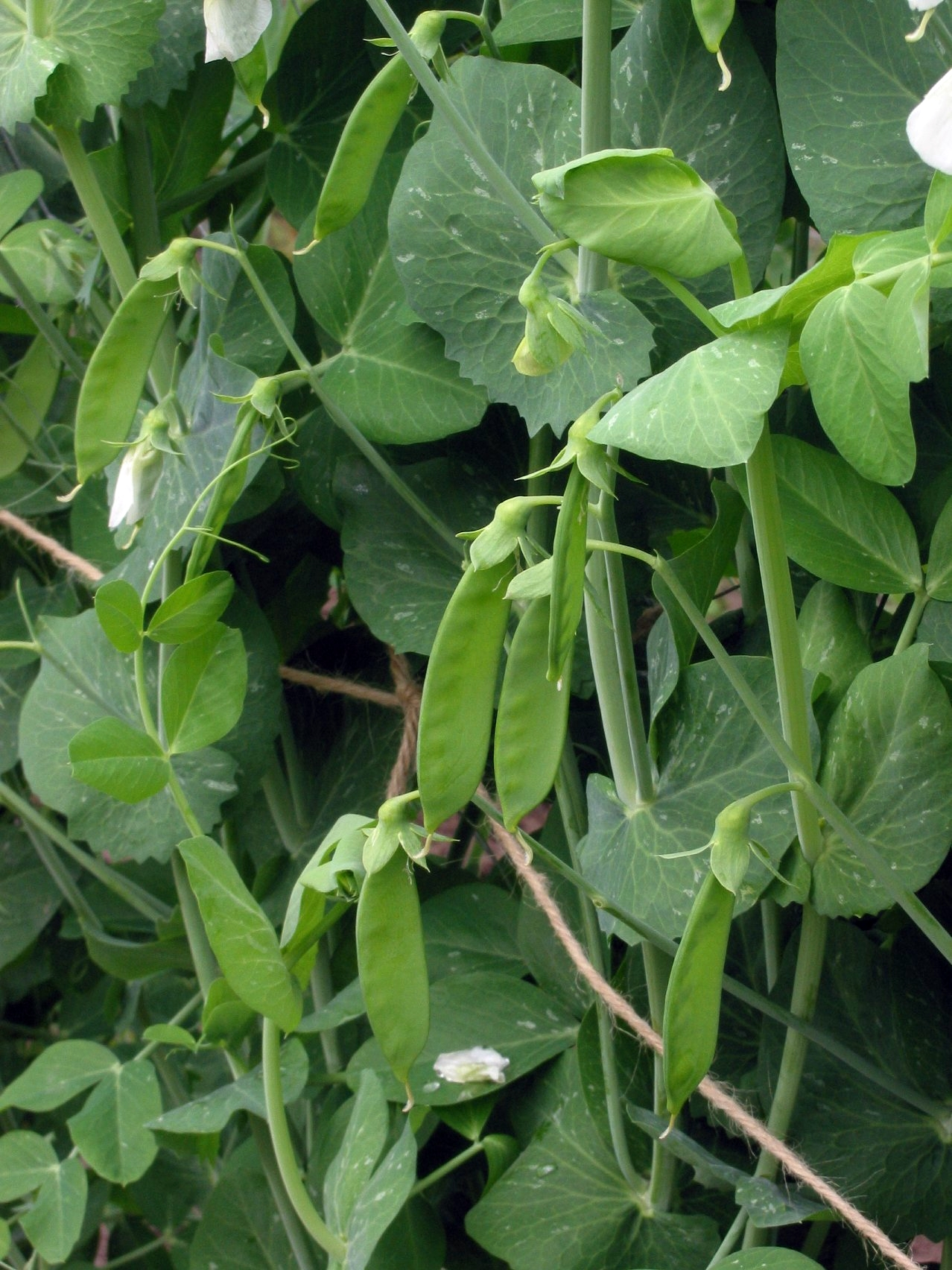
pesolera varietat tirabec

## Conreu com a llavor seca farratgera
El pèsol de les varietats anomenades proteaginoses pel seu major contingut en proteïna, però no tan ric en sucres, és un conreu extensiu que se sembra a màquina de novembre a febrer sovint en secans una mica humits.
Amb la sembra de tardor o hivern s'assegura normalment prou humitat en els secans pel seu desenvolupament, ja que quan arriba la calor d'estiu la collita ja ha acabat. No suporta les fortes calors i només es conrea durant l'estiu en climes on aquest és molt fresc com Anglaterra on dona un producte de gran qualitat.
És imprescindible el desherbatge mecànic o químic amb un herbicida de preemergència, perquè la creixença al principi és molt escassa i fàcilment les pesoleres poden ser ofegades per la vegetació espontània més vigorosa.

## Malalties i plagues
Les pesoleres tenen un cert grau de resistència a les malalties, si el temps és molt humit la malura més important és el fong de l'oidi que ataca sobretot en temps calorós però és fàcil de combatre amb fungicides preventius.
Les tavelles encara verdes poden ser parasitades per alguns tipus d'erugues. Diversos insectes com el corc del pèsol s'alimenten del gra sec. Els ocells poden desenterrar les llavors completament principalment en petites extensions.
És planta que millora el sòl i molt convenient d'utilitzar en rotacions de conreu. A Europa substitueix fins a cert punt a la soia com a font de proteïna animal i el seu conreu i ús està fomentat per la política agrícola de la Unió Europea.

## Nutrició
Els pèsols tenen gairebé les mateixes proteïnes que els ous. Els pèsols destaquen per un contingut alt en vitamines del grup B, vitamina C, proteïnes fàcilment digeribles, hidrats de carboni d’assimilació lenta i minerals com el calci, el ferro, el potassi.